# Malta (cereal)

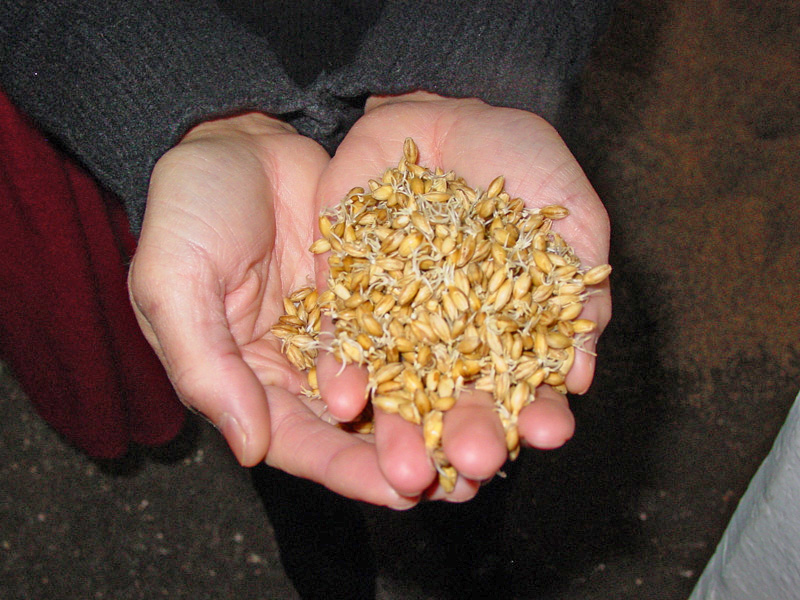
Cebada malteada.

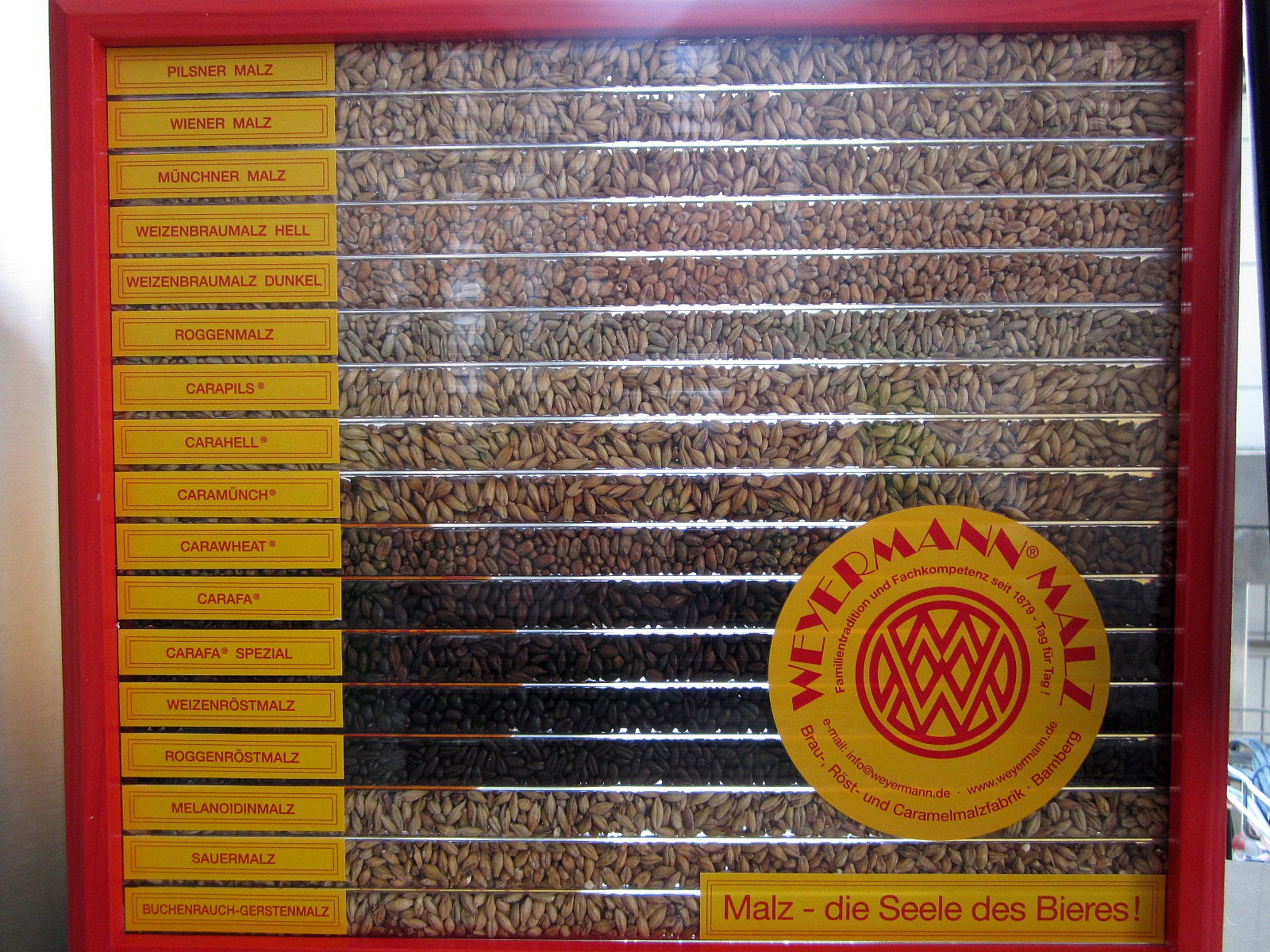
Variedades de malta para cerveza de Baviera.

El malteado es un proceso aplicado a los granos de cereal, que se hacen germinar sumergiéndolos en agua, para luego secarlos rápidamente mediante aire caliente (tostado).

## Término
El término «malta», derivado del inglés malt (en latín: maltum), se refiere a varios productos del proceso:
- A los granos germinados artificialmente y, posteriormente, secados o tostados (ver Proceso de malteado); por ejemplo, la cebada malteada.
- A la cebada tostada para ser cocida más tarde.
- En Panamá, Bolivia, Ecuador, Venezuela, República Dominicana, Argentina,  Colombia, Uruguay, Costa Rica y Puerto Rico es una bebida elaborada a base de cerveza, pero sin alcohol y a veces endulzada con azúcar caramelizado o bien a la que se añade lúpulo.
- En Chile y Perú a la cerveza negra, ya sea tipo Schwarzbier, Porter o Stout.

A su vez, el término «malteada» se utiliza para denominar:
- Al producto basado en leche malteada, similar a un batido malteado.
- A bebidas elaboradas a base de malta como el whisky o la cerveza.

## Características
Los granos malteados desarrollan las enzimas que se necesitan para convertir el almidón del grano en azúcar. La cebada es el cereal malteado más común, debido a su alto contenido en enzimas. Se pueden maltear otros granos, aunque la malta resultante puede que no tenga el contenido enzimático suficiente para convertir su propio contenido de almidón completa y eficientemente.[cita requerida]
La malta se usa principalmente para fabricar cerveza, whisky y vinagre de malta. En algunas regiones se utiliza también para fabricar sustituto de café, caramelo y harina de malta.

## Proceso de malteado
El típico proceso de malteado de la malta clara se desarrolla de la siguiente manera:
- Los granos frescos (sin haberlos sometido a ningún proceso previo) se lavan y empapan hasta que comienza la germinación.
- Se les proporciona un grado de humedad constante para promover la germinación y el crecimiento del acróspiro; es decir, del pequeño tallo que comienza a crecer del grano.
- Se deja crecer el acróspiro hasta una longitud similar a la de la semilla, o un poco menos. Este proceso tarda de cuatro a seis días, para la cebada.
- Tras esto, la malta verde se calienta a una temperatura de 38 °C a 49 °C durante veinticuatro horas, y después de 60 °C a 71 °C, hasta que el contenido de humedad sea menor del 6%.

Las maltas oscuras para cerveza se calientan a veces de diferente manera para potenciar diferentes características.

## Alternativa cervecera a la malta
El proceso de malteo requiere de un gran consumo energético, debido al costo derivado de los procesos de germinación y secado. Por ello actualmente han comenzado a desarrollarse técnicas de producción cervecera sin malta. El proceso de malteo es requerido para la producción de ciertas enzimas que favorecen la despolimerización del almidón del grano y proporcionan cierto cuerpo particular a la cerveza. Por ello las nuevas alternativas consisten en añadir directamente las enzimas, desarrolladas mediante bioingeniería, y proceder al macerado a partir del grano virgen. Ello supondría una reducción de la huella de CO2 del proceso cervecero. Otro método de intensificación es las germinación asistida por ultrasonidos. El ultrasonido de alta potencia se utiliza para mejorar la transferencia de masa de las células vegetales. Por lo tanto, el porcentaje, la tasa y las velocidad de germinación son mejoradas significativamente.

## Malta para gatos

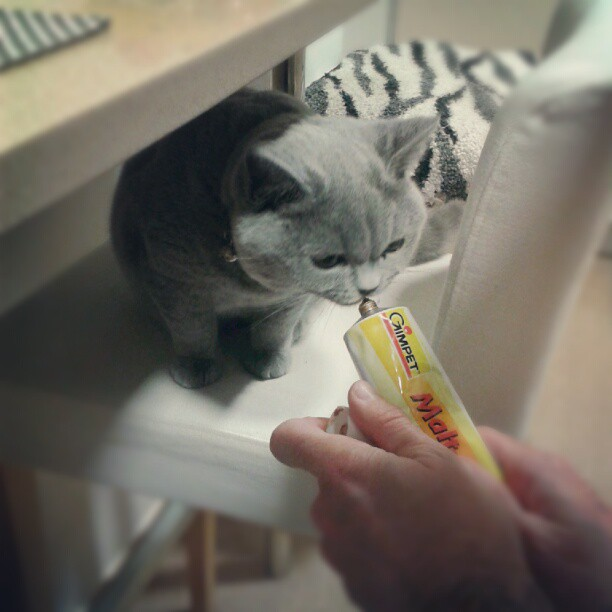
Un gato tomando malta

Existe también un producto concentrado de malta, comercializado en un tubo, que se les da a los gatos para evitar la formación de bolas de pelo en el estómago. En la mayoría de los casos, al gato le gusta el sabor de la malta (un sabor parecido al del regaliz). En otros casos, el animal la rechaza. En estas ocasiones se puede usar la hierba gatera, una solución natural para mejorar el tránsito intestinal.
El problema de las bolas de pelo es más frecuente en gatos de pelo largo, para los que se recomienda dar malta una vez al día. En cambio, a los gatos de pelo corto, basta con dársela dos días por semana.